# 巴賽隆納 (北里約格朗德州)
巴賽隆納（葡萄牙語：Barcelona），是巴西的城鎮，位於該國東北部，由北里約格朗德州負責管轄，始建於1958年12月17日，面積153平方公里，海拔高度124米，2010年人口3,957，人口密度每平方公里25.93人。